# Olympische Sommerspiele 1964/Teilnehmer (Philippinen)
| Gelbes Symbol für Goldmedaillen mit stilisierten Olympischen Ringen | Graues Symbol für Silbermedaillen mit stilisierten Olympischen Ringen | Braundes Symbol für Bronzemedaillen mit stilisierten Olympischen Ringen |
| ------------------------------------------------------------------- | --------------------------------------------------------------------- | ----------------------------------------------------------------------- |
| —                                                                   | 1                                                                     | —                                                                       |

Die Philippinen nahmen an den Olympischen Sommerspielen 1964 in Tokio mit einer Delegation von 47 Athleten (40 Männer und 7 Frauen) an 45 Wettkämpfen in zehn Sportarten teil.
Dem Boxer Anthony Villanueva gelang im Federgewicht mit dem Gewinn von Silber der einzige Medaillengewinn. Fahnenträger bei der Eröffnungsfeier war der Boxer Manfredo Alipala.

## Teilnehmer nach Sportarten

### Boxen
- Dominador Calumarde
Fliegengewicht: im Achtelfinale ausgeschieden

- Arnulfo Torrevillas
Bantamgewicht: im Achtelfinale ausgeschieden

- Anthony Villanueva
Federgewicht: Silber

- Rodolfo Arpon
Leichtgewicht: im Viertelfinale ausgeschieden

- Manfredo Alipala
Weltergewicht: im Achtelfinale ausgeschieden

- Félix Ocampo
Halbmittelgewicht: im Achtelfinale ausgeschieden

### Gewichtheben
- Artemio Rocamora
Halbschwergewicht: 19. Platz

### Judo
- Vicente Uematsu
Leichtgewicht: im Achtelfinale ausgeschieden

- Bernardo Repuyan
Mittelgewicht: in der 1. Runde ausgeschieden

- Narzal García
Mittelgewicht: in der 1. Runde ausgeschieden

- Thomas Ong
Offene Klasse: 7. Platz

### Leichtathletik
Männer
- Rogelio Onofre
100 m: im Vorlauf ausgeschieden
200 m: im Vorlauf ausgeschieden
4-mal-100-Meter-Staffel: im Vorlauf ausgeschieden

- Arnulfo Valles
100 m: im Vorlauf ausgeschieden
4-mal-100-Meter-Staffel: im Vorlauf ausgeschieden

- Arsenio Jazmin
400 m: im Vorlauf ausgeschieden

- Miguel Ebreo
4-mal-100-Meter-Staffel: im Vorlauf ausgeschieden

- Claro Pellosis
4-mal-100-Meter-Staffel: im Vorlauf ausgeschieden

Frauen
- Mona Sulaiman
100 m: im Vorlauf ausgeschieden
200 m: im Vorlauf ausgeschieden
4-mal-100-Meter-Staffel: im Vorlauf ausgeschieden

- Aida Molinos
4-mal-100-Meter-Staffel: im Vorlauf ausgeschieden

- Nelly Restar
4-mal-100-Meter-Staffel: im Vorlauf ausgeschieden

- Loretta Barcenas
4-mal-100-Meter-Staffel: im Vorlauf ausgeschieden

- Lolita Lagrosas
Hochsprung: 24. Platz
Weitsprung: 27. Platz

- Josephine de la Viña
Diskuswurf: 18. Platz

### Radsport
- Arturo Romeo
Straßenrennen: 73. Platz
Mannschaftszeitfahren: 29. Platz

- Daniel Olivares
Straßenrennen: 97. Platz
Mannschaftszeitfahren: 29. Platz

- Cornelio Padilla
Straßenrennen: 98. Platz
Mannschaftszeitfahren: 29. Platz

- Norberto Arceo
Straßenrennen: Rennen nicht beendet
Mannschaftszeitfahren: 29. Platz

### Ringen
- Tortillano Tumasis
Bantamgewicht, griechisch-römisch: in der 1. Runde ausgeschieden
Bantamgewicht, Freistil: in der 2. Runde ausgeschieden

- Antonio Senosa
Federgewicht, griechisch-römisch: in der 2. Runde ausgeschieden
Federgewicht, Freistil: in der 2. Runde ausgeschieden

- Job Mayo
Weltergewicht, griechisch-römisch: in der 2. Runde ausgeschieden
Weltergewicht, Freistil: in der 2. Runde ausgeschieden

- Fernando García
Mittelgewicht, griechisch-römisch: in der 2. Runde ausgeschieden
Mittelgewicht, Freistil: in der 2. Runde ausgeschieden

### Schießen
- Horacio Miranda
Schnellfeuerpistole 25 m: 48. Platz

- Paterno Miranda
Schnellfeuerpistole 25 m: 50. Platz

- Edgar Bond
Freie Pistole 50 m: 34. Platz

- Mariano Ninonuevo
Freie Pistole 50 m: 48. Platz

- Leopoldo Ang
Freies Gewehr Dreistellungskampf 300 m: 25. Platz

- Bernardo San Juan
Freies Gewehr Dreistellungskampf 300 m: 26. Platz

- Adolfo Feliciano
Kleinkalibergewehr Dreistellungskampf 50 m: 42. Platz
Kleinkalibergewehr liegend 50 m: 34. Platz

- Martin Gison
Kleinkalibergewehr Dreistellungskampf 50 m: 48. Platz

- Pacifico Salandanan
Kleinkalibergewehr liegend 50 m: 52. Platz

### Schwimmen
Männer
- Rolando Landrito
200 m Brust: im Vorlauf ausgeschieden

- Amman Jalmaani
200 m Brust: im Vorlauf ausgeschieden

### Segeln
- Fausto Preysler
Drachen: 21. Platz

- Feliciano Juntareal
Drachen: 21. Platz

- Jesús Villareal
Drachen: 21. Platz

### Turnen
Männer
- Fernando Payao
Einzelmehrkampf: 129. Platz
Boden: 125. Platz
Pferdsprung: 128. Platz

- Demetrio Pastrana
Einzelmehrkampf: 130. Platz
Boden: 130. Platz
Pferdsprung: 129. Platz

Frauen
- Evelyn Magluyan
Einzelmehrkampf: 83. Platz
Boden: 82. Platz
Pferdsprung: 83. Platz
Stufenbarren: 83. Platz
Schwebebalken: 83. Platz